# Cianovodikova kislina
Cianovodikova kislina (tudi vodikov cianid) je spojina z molekulsko formulo HCN, ki nastane, ko plinasti vodikov cianid raztopimo v vodi. Ima vonj po grenkih mandljih. Do odkritja živčnih bojnih strupov je HCN veljala za najbolj strupeno sintetično spojino. V organizem prihaja preko pljuč, prebavnega trakta in kože, če je zajeta večja površina. Deluje zelo hitro; najprej človek izgubi zavest, nastopijo klonično-tonični krči ter končna paraliza dihalnega centra. Pri vnosu smrtne koncentacije nastopi smrt v prvih treh minutah. Srednja smrtna koncentracija LD50 znaša od 2000 do 5000 mg·min/m³.
Njene soli se imenujejo cianidi in imajo negativni ion CN−. Pripravijo jo lahko z učinkovanjem kislin na cianide (KCN, NaCN), pri čemer se sprošča plinasti HCN.
Enačba nastanka cianovodikove kisline: HCN (g) + H2O (l) → HCN (aq)